# 山口賢一
山口 賢一（やまぐち けんいち、1980年6月10日 - ）は、日本のプロボクサー。大阪天神ジム選手兼会長。
元WBOアジア太平洋スーパーバンタム級暫定王者。日本人初のWBO世界タイトル戦挑戦者。
大阪府大阪市出身。大阪市立旭陽中学校、日生学園第二高等学校（現在は、青山高等学校）卒業。
大阪帝拳ボクシングジム所属選手としてプロデビュー。2009年5月にJBCのプロボクサーライセンスを返上して日本国外へ活動の拠点を求め、以降は※オーストラリア※フィリピン※メキシコなど海外を主戦場としている。オーストラリアでの初陣で名づけられた愛称は "Machine Gun"。
大阪市北区に開設した自身が会長を務める大阪天神ジムは高山勝成の練習拠点であった。高山のIBF世界ミニマム級王座獲得の陰に山口の協力がある。2013年7月12日付でJBCからライセンスの再交付を受けた高山の所属先が仲里義竜ボクシングジムなのは大阪天神ジムがJBC非加盟のボクシングジムだからだと思われる。

## 来歴
幼少時は空手道を習い、中学校からは野球部で活躍し、高校2年生からはエースを務めていた。
高校卒業後、大阪帝拳ジムに入門し、2001年、プロテストに合格。2002年4月28日、アゼリア大正で行われたスーパーフライ級契約でのプロデビュー戦は4R判定引分となった。その後バンタム級からフェザー級相当の契約で4連勝を収め、2003年7月13日の西日本スーパーバンタム級新人王トーナメント予選2戦目で2RKO負けを喫したが、この後はいずれもバンタム級からスーパーバンタム級相当で戦い、再起戦に6R判定で引き分けた後は右拳を傷めるアクシデントもあったものの2008年12月14日までに11連勝を挙げた。
2009年5月には日本バンタム級7位・OPBF東洋太平洋同級7位にランクされていたが（いずれも4月度）、日本王座挑戦の機会を待ちかねて日本未公認団体であるWBOの地域王座への挑戦を選択した。定年前の健康な選手でありながら任意引退を決意し、同年5月下旬にJBCへ引退届を提出した。その後、同年齢・同階級の長谷川穂積が所属する真正ボクシングジムの山下正人会長の支援を受け、1か月間真正ジムの寮で生活した。かねて山下からアドバイスを受けていたこともあり、長谷川の合宿にも度々同行した。

### 地域暫定王座獲得
2009年7月9日、ルナパーク・シドニーで行われたオーストラリア連盟の管轄する興行のメインで、階級を上げてWBOアジア太平洋フェザー級暫定王座決定戦を同12位としてIBF世界同級11位・WBOアジア太平洋同級11位のビリー・ディブ（オーストラリア）と争い、1R2分59秒TKO負けを喫した。この試合はオーストラリア・One HDテレビのSuperboxerシリーズ第1回として生中継され、山口は忍者のコスチュームで入場。ディブは2度倒れたが1度はスリップとされた。山口はロープ際へバックステップした際に片足をリングから落としてスリップしたところを加撃されてのストップ負けとなったが、オーストラリア人レフェリーのLes Fearは反則をとらずに8カウントを数えて試合を止めた。これに対し、山口陣営は即座に抗議したが裁定は覆らなかった。翌10日、山口のオーストラリア人トレーナーJustin Footitはディブの失格か無効試合への変更を求めてWBOおよびBoxing Authority of New South Walesに抗議することを明らかにし、13日にはディブが再戦意思を表明。試合結果は山口陣営からの訴状提出を受けて、8月4日に行われたBoxing Authority of NSWの定例会議でビデオ検証を経て審議され、無効試合へ変更された。ただし試合運びについては両選手ともにクリーンではなかったとの指摘もあった。この後、ディブは10月に別の選手との対戦が決まり、ダイレクトリマッチ決定とはならなかった。
しかしこの流れの中でWBOアジア太平洋スーパーバンタム級暫定王座決定戦が決まり、2009年12月12日にパースのWAイタリアン・クラブで前オーストラリア同級王者のロベルト・レリオ（オーストラリア）と対戦し、3-0（114-112、115-110、117-109）の判定勝利を収めて王座を獲得した。
2010年5月1日、長谷川穂積に勝利しWBC世界バンタム級王座を獲得したフェルナンド・モンティエルの滞在するホテルを訪れ、モンティエル陣営のスタッフに "WBO JR. FEATHERWEIGHT #5"（WBO世界スーパーバンタム級5位）と自身のランキングを添えた直筆の挑戦状を手渡した。しかし、モンティエルにそれをファンレターと勘違いされたため、直筆のサインをプレゼントされた。挑戦状は、山口が知人の英語教師の力を借りて書いたものだった。また同時に、日本を訪れていたWBO役員に世界王座挑戦をアピールしたことで、WBO世界スーパーバンタム級王者ウィルフレド・バスケス・ジュニアからのオファーを受けた。
世界戦を調整中の6月13日、大阪・守口市においてJBC管轄外の試合として、ヘッドギア不使用の試合形式でタイ人選手と10回戦を行い、5R2分27秒でKO勝利したが、試合役員の技量が明瞭でないことなどからJBC関西事務局長の中山喜治は「競技の価値を低下させかねない」との発言を残した。
2011年7月23日メキシコ・ソノラ州・シウダ・オブレゴンで日本人初のWBO世界タイトルマッチのリングに上がり、地元出身で自身と同い年のWBO世界フェザー級王者オルランド・サリド挑戦するが11R2分50秒KO負けを喫した。代役としてたった2週間の準備期間で挑んだ世界タイトルマッチであった。
同年1月の高山勝成に続いてJBCに引退届を提出したボクサーがJBC非公認のメジャー団体の世界タイトルに挑戦したことは、同年末の日本プロボクシング協会理事会で西日本ボクシング協会がIBF・WBOへの正式加盟を提案するに至る大きな要因となった。
2011年10月に大阪市北区に大阪天神ジムを開設する。JBCには加盟せず独自で海外並び国内でのプロボクシングの試合を提供している。
いわば海外のマネージャー制度を取り入れたジムである。
2012年12月30日石角悠起がタイバンコクでタイ国内チャンピオンになり大阪天神ジム初のタイトル獲得に成功する。
2013年3月30日高山勝成がメキシコシナロア州グワサベでIBFミニフライ級タイトル戦で日本人初の3団体世界タイトルに成功する。
2014年５月10日フィリピンマニラ市内でABCOSバンタム級タイトル戦に出場するが9RTKO負けタイトルに失敗した。

## 獲得タイトル
- WBOアジア太平洋スーパーバンタム級暫定王座